# دره جاوای
دره جاوای (انگلیسی: Darreh Javay) یک روستا در افغانستان است که در ولایت بدخشان (افغانستان) واقع شده است.